# Anori
Anori este un oraș în unitatea federativă Amazonas (AM) din Brazilia. La recensământul din 2007 Anori a avut 13,834 de locuitori. Anori are o suprafață de 5,795 km².